# دیونیسیا

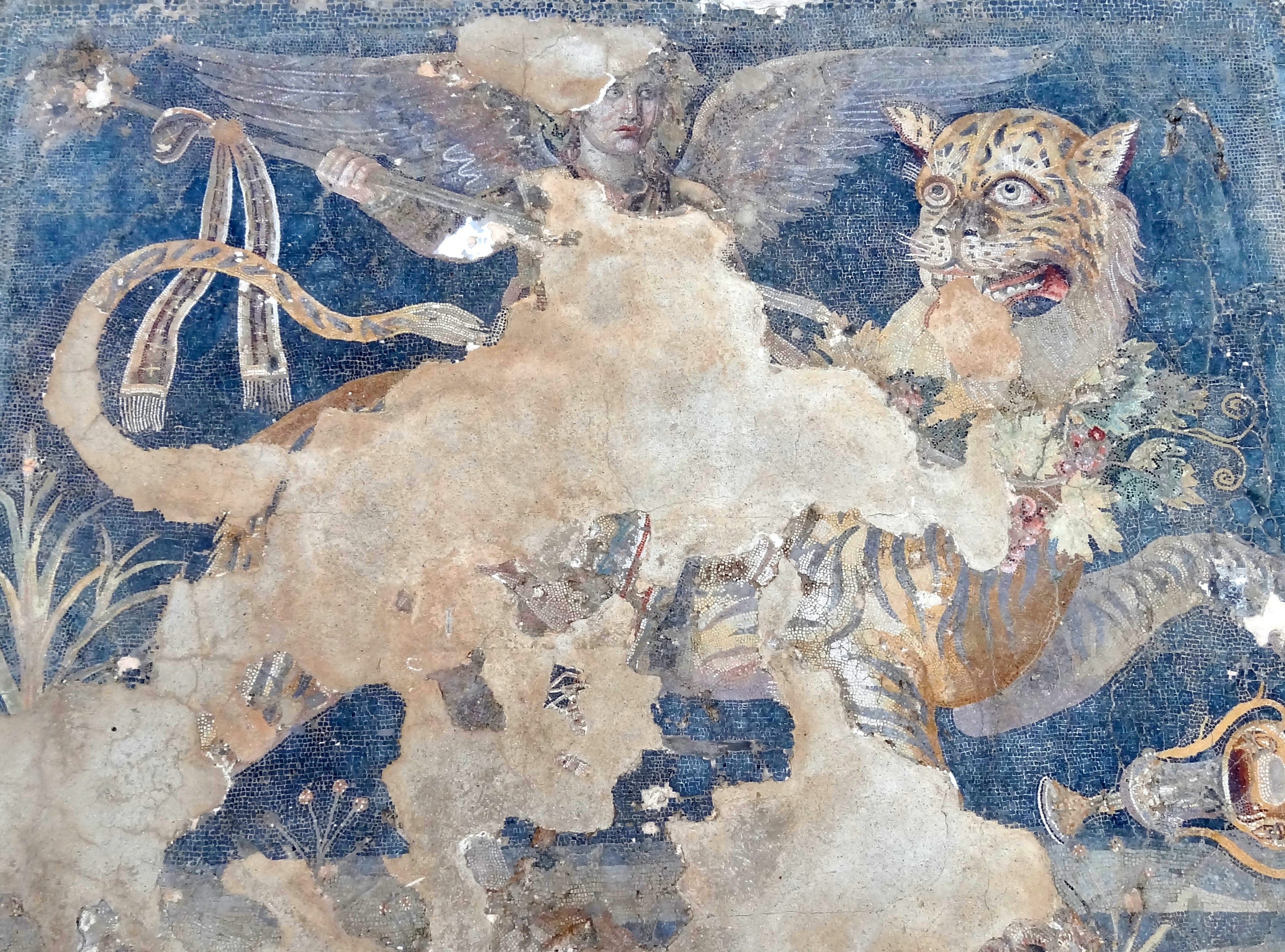
یک نقاشی از تجسم دیونیسوس

دیونیسیا یک جشن باستانی در آتن باستان بود که به افتخار دیونیسوس برگزار می‌شد.
این جشن، دومین جشن مهم و بزرگ پس از جشن پاناتنی بود. این جشن از دو جشن بهم پیوسته بنام دیونیسیای روستایی و دیونیسیای شهری ایجاد شده بود که در فصل‌های جداگانه سال برگزار می‌شدند. دیونیسیا همچنین بخشی ضروری از رموز دیونیسی است.

## دیونیسیای روستایی
دیونیسیا اصالتاً یک جشن روستایی در اِلاتریا و آتیکا بود و احتمالاً نوعی جشن زراعت انگور بوده است. این جشن در فصل زمستان و در ماه پوزئیدون (دسامبر) برگزار می‌شد. این جشن فرصتی بوده برای شهروندان آتنی تا به بیرون شهر بروند و به استراحت بپردازند. همچنین باعث می‌شد بازیگران تئاتریی که در این جشن، تراژدی و کمدی برگزار می‌کردند به همراه مردم به بیرون شهر رفته و در آنجا هم به نقش آفرینی و ایجاد سرگرمی بپردازند.